# 追いかけてヨコハマ
「追いかけてヨコハマ」（おいかけてよこはま）は、1978年2月にリリースされた桜田淳子の22枚目のシングルである。

## 解説
- 前作のシングル『しあわせ芝居』に引き続き、作詞・作曲を中島みゆきが担当。
- 神奈川県横浜市を舞台としたご当地ソング。
- オリコンチャートでは週間最高が11位留まりで、1976年の『もう一度だけふり向いて』以来、5作品振りにBEST10入りを逃した。
- TBSテレビ『ザ・ベストテン』では、1978年4月6日放映時に1週間のみ10位へランクイン。なお、同日の桜田は同番組のスタジオ入りが出来ず、自身の主演映画『愛の嵐の中で』の撮影現場から中継放送で歌唱した。

## 収録曲
1. 追いかけてヨコハマ (2分46秒)
作詞・作曲：中島みゆき／編曲：船山基紀
2. エンゲージリング (3分7秒)
作詞：竜真知子／作曲・編曲：馬飼野康二

## 楽曲の収録曲アルバム
- ステンドグラス
- 20才になれば
- GOLDEN☆BEST 桜田淳子

## カバー
- 中島みゆきが『おかえりなさい』というセルフカバー・アルバム（1979年発売）で、「しあわせ芝居」と共に収録している[1]。
- 研ナオコが企画アルバム『NAOKO VS MIYUKI/研ナオコ、中島みゆきを歌う』（1978年発売）で、「しあわせ芝居」とともにカバーした。